# Elsa Muschg
Elsa Muschg (* 4. Juni 1899 in Zollikon; † 4. Oktober 1976 in Schlieren) war eine Schweizer Lehrerin und Kinderbuchautorin.

## Leben

### Familie
Elsa Muschg war die Tochter des Grundschullehrers Friedrich Adolf Muschg (1872–1948) und dessen erster Ehefrau Hermine (geb. Isler). 
Sie hatte drei Geschwister aus der ersten Ehe ihres Vaters: Hedwig, Hans und den Literaturhistoriker Walter Muschg. Ihr Halbbruder aus der zweiten Ehe ihres Vaters mit Frieda (geb. Ernst) (1898–1983) ist der wesentlich jüngere Schriftsteller Adolf Muschg.
Ihre Schwester Hedwig Muschg unterstützte den deutschen Maler und Bildhauer Otto Freundlich, als dieser sich in den 1920er und 1930er Jahren in finanzieller Not befand.
Ab 1952 bis zu ihrem Tod lebte sie in der Minervastr. 19 in Zürich. Sie blieb zeit ihres Lebens unverheiratet und wurde auf dem Friedhof Rehalp im Stadtteil Riesbach im Südosten von Zürich beigesetzt.

### Werdegang
Nach dem Besuch der Kantonsschule Küsnacht war Elsa Muschg anfangs als Hauslehrerin, unter anderem zwei Jahre in Japan, später als Primarlehrerin in Zürich-Wiedikon tätig; im gleichen Schulgebäude befand sich die Schuleinrichtung der Heilpädagogin Maria Egg-Benes (1910–2005).
Gemeinsam mit der Ballettmeisterin Meta Sterzenbach, genannt Myriam Forster (1894–1976), erwarb sie 1952 ein Haus an der Minervastr. 19 in Zürich, um es in eine Ballettschule umzubauen.

### Schriftstellerisches und öffentliches Wirken
Nachdem Elsa Muschg als Hauslehrerin an der zweijährigen Welt- und Japanreise einer Familie teilgenommen hatte, flossen ihre auf dieser Reise gesammelten Eindrücke in ihre Geschichten mit ein. Zu ihren Kinderbüchern verfasste sie auch verschiedene Bühnenstücke für Kinder, unter anderem 1941 Oka und Nicolette und entwickelte sich zu einer der erfolgreichsten und produktivsten Kinderbuchautorinnen ihrer Zeit.
Sie schrieb unter anderem auch in Zürichdeutsch für die Schweizerische Lehrerinnen-Zeitung. 1938 trat sie auch mit einer Kinderstunde im Radio auf.

## Ehrungen und Auszeichnungen
- 1942: Ehrengabe des Kantons Zürich.

## Schriften (Auswahl)
- Eveli und die Wunderblume. Francke, Bern 1928.
- Vom Rattenfänger zu Hameln: Einfaches, kindliches Märchenspiel. 1930.
- Elsa Muschg; Hans Tomamichel: Wie sie lachen und weinen! Francke, Bern 1930.[10]
- mit Albert Hess: Hansi und Ume unterwegs. 1937.
- Hansdampfli und sein Tomi. 1937.
- mit Albert Hess: Hansi und Ume kommen wieder. 1938.
- s’ Brigeli wott zum Samichlaus. In: Schweizerische Lehrerinnenzeitung. Band 44, Heft 5. 1939–1940, S. 73–78 (Digitalisat).
- Oka und Nicolette. 1941.
- s’ Fineli aus der Altstadt. Francke, Bern 1942.[11]
- De Liechtlibaum: kleines Winterspiel für eine Schulklasse. In: Schweizerische Lehrerinnenzeitung. Band 47, Heft 5. 1942–1943, S. 82–83 (Digitalisat).
- Theo das Krippenkind. Bern: Francke, Bern 1942.
- Elsa Muschg; Remi Nüesch: Komm, Busi, komm. 1944.
- Daheim in der Glockengasse. 1945.
- Flocki merkt etwas. Evang. Verl. Zollikon-Zürich 1945.
- Kunterbunt. Geschichten und Sachen zum Lesen und Lachen. 1946.
- Piccolina. Francke, Bern 1947.
- Der Spannerguschti. Evang. Verl., Zollikon-Zürich 1948
- Bettmümpfeli. A. Müller, Rüschlikon 1951.[12]
- Tante Annis Taufgeschenk. 1952.
- mit Remi Nüesch: Bummerli. 1952.
- Ira, das Kind von Nirgendwo. Verlag Huber, Frauenfeld 1955.
- Der Silberregen. 1955.
- Stups. 1957.
- mit Irene Koehn: Vaters Fränzi. Verlag Huber, Frauenfeld 1959.
- mit Klaus Brunner: Wer läutet? 1961.
- Mutters Fränzi. Verlag Huber, Frauenfeld 1963.
- mit Hanny Fries: Ich bin Roli Meier. 1967.
- mit Hanny Fries: Vetters Wunderwasser – Erinnerung an eine wahre Begebenheit. 1969.
- Tschau Joggeli! 1973.